# Walther Haubenreißer
Walther Haubenreißer, nemški general in vojaški zdravnik, * 5. april 1883, Leipzig, † 29. junij 1961, Bonn.

## Življenjepis
Med drugo svetovno vojno je bil sprva zdravnik 4. armadne skupine (1937–39) in 10. armade (1939), nato je bil armadni zdravnik 6. armade (1939–41).
Do konca vojne je bil nato glavni medicinski častnik pri Vrhovnem poveljniku Zahod in Armadni skupini D (1942–44), pri Vrhovnem poveljniku Zahod (1945) in pri Vrhovnem poveljniku Jug (1945).